# روز یادآوری نسل‌کشی ارمنی‌ها

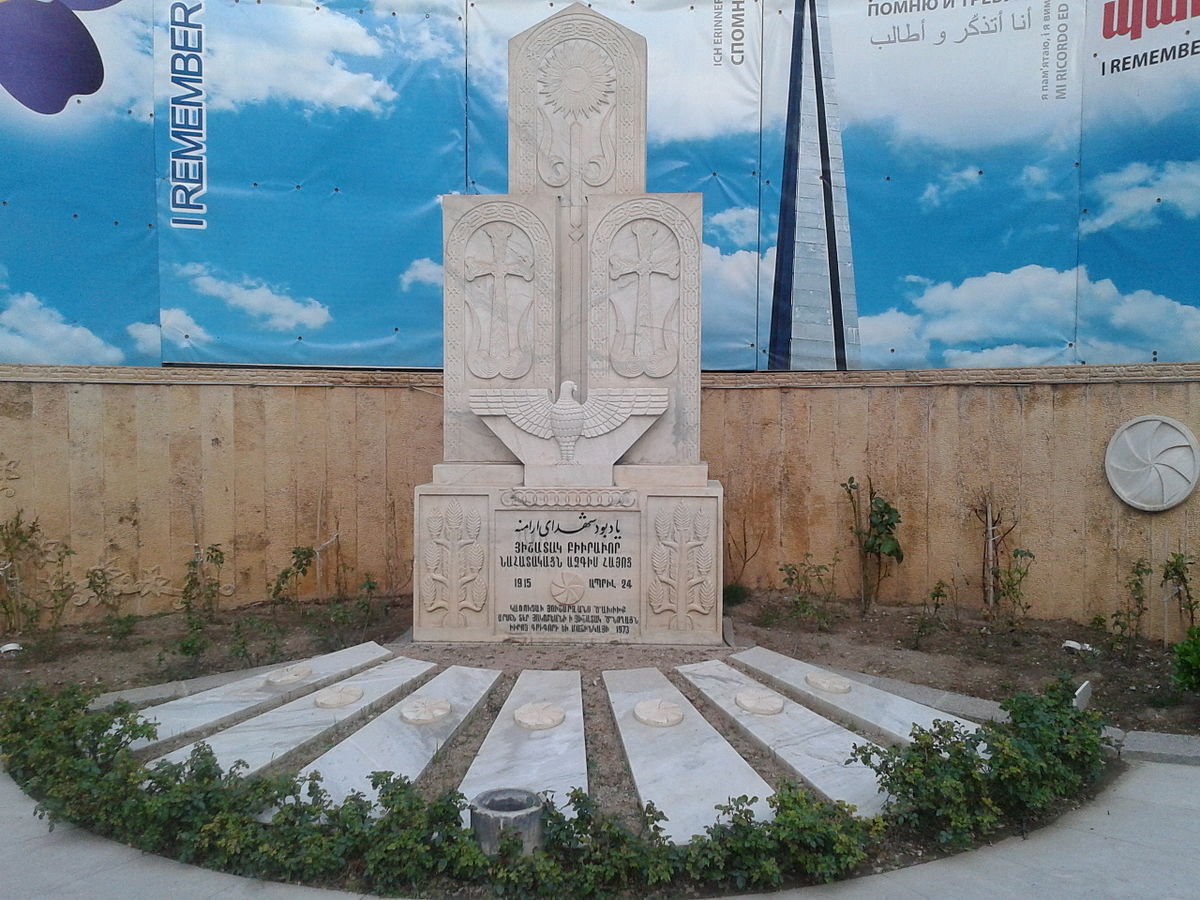

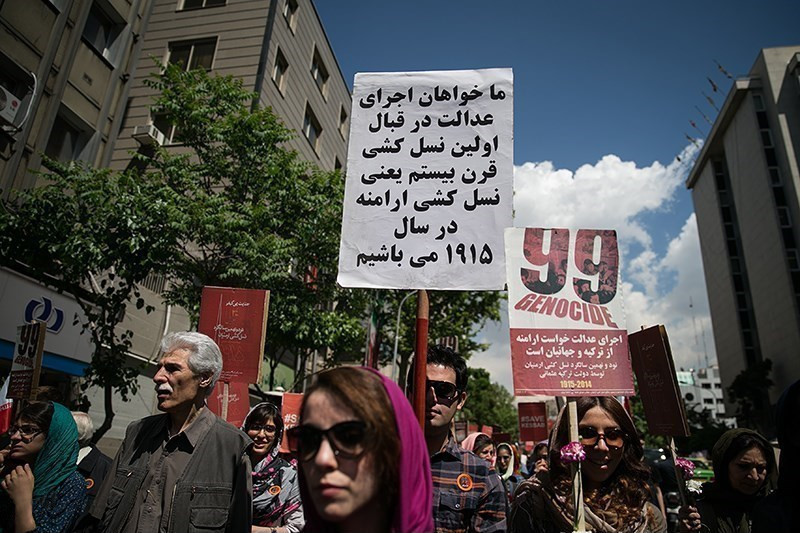
روز یادآوری نسل‌کشی ارمنی‌ها - تهران ۲۰۱۴

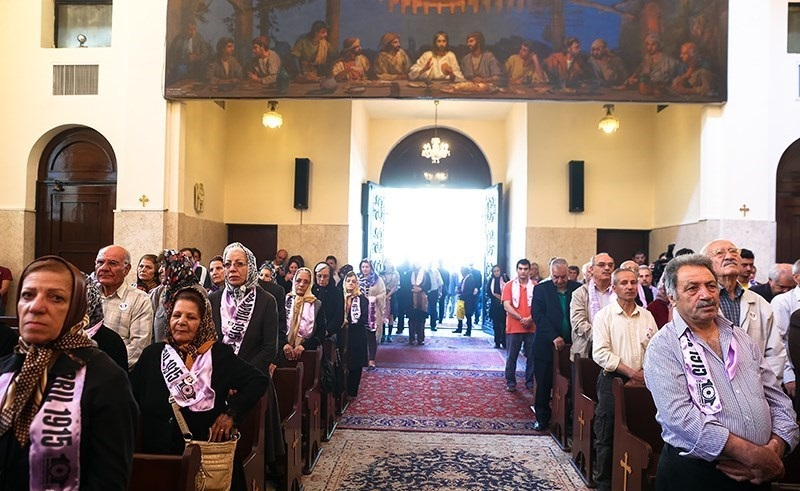

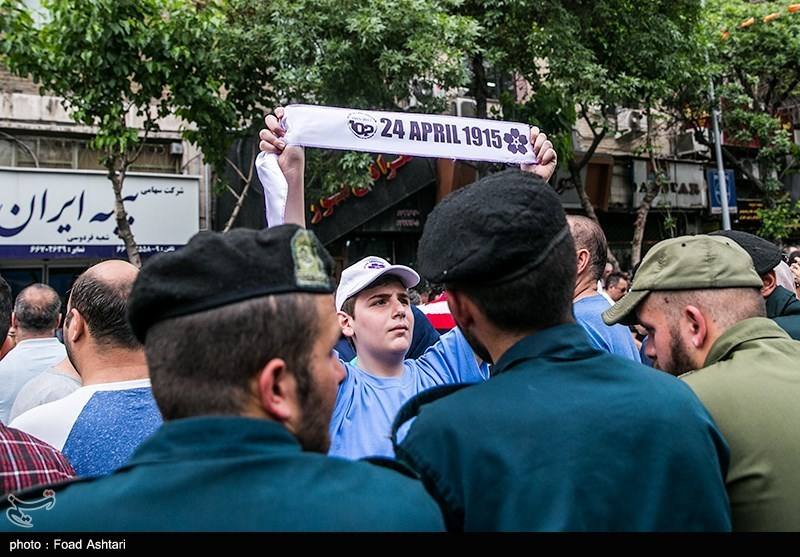
مراسم یکصدو دومین سالگرد نسل‌کشی ارامنه در کلیسای سرکیس مقدس

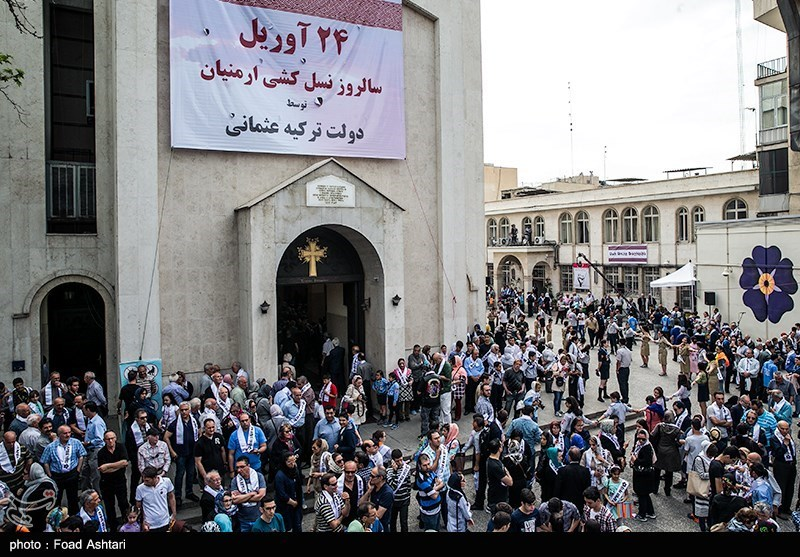
مراسم یکصدو دومین سالگرد نسل‌کشی ارامنه در کلیسای سرکیس مقدس

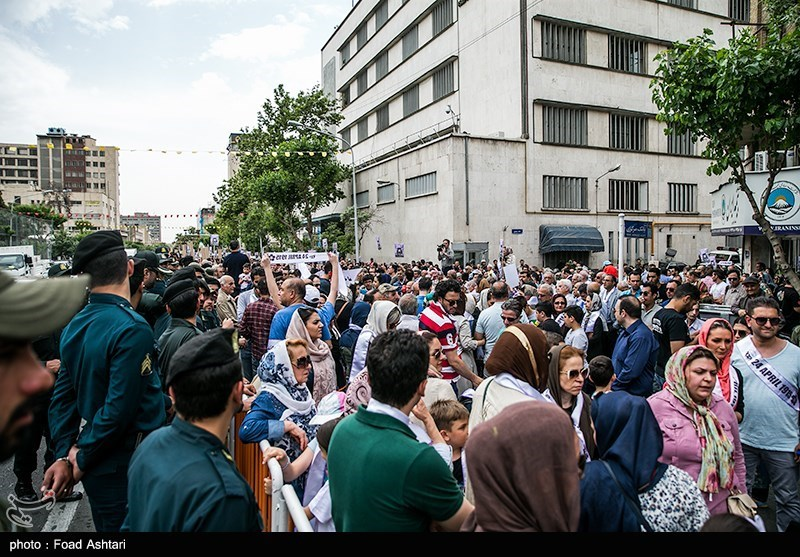
مراسم یکصدو دومین سالگرد نسل‌کشی ارامنه در کلیسای سرکیس مقدس

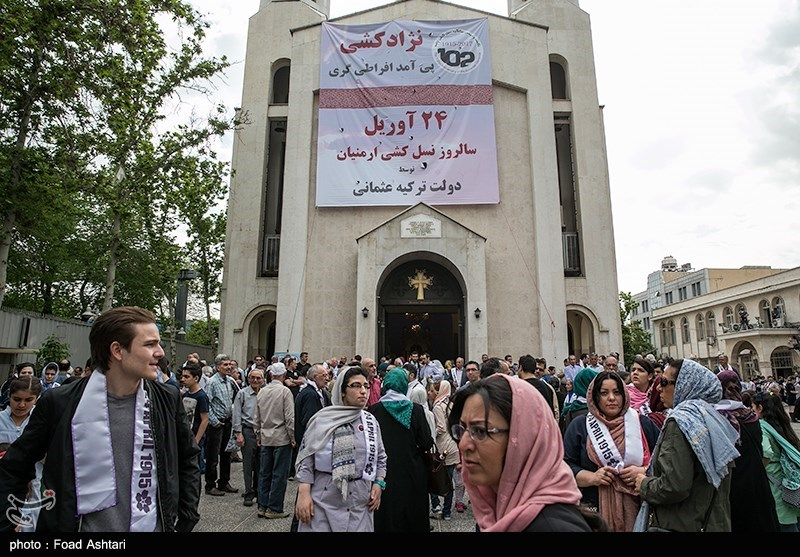
مراسم یکصدو دومین سالگرد نسل‌کشی ارامنه در کلیسای سرکیس مقدس

روز یادآوری نسل‌کشی ارمنی‌ها (ارمنی: Մեծ Եղեռնի զոհերի հիշատակի օր Mets Yegherrni zoheri hishataki or; روسی: Геноцид армян День памяти, Genotsid armyan Den' pamyati; ترکی استانبولی: Ermeni Soykırımı Anma Günü) or Armenian Genocide Memorial Day is a تعطیلات رسمی در ارمنستان در ارمنستان و جمهوری قره‌باغ و is observed توسط جماعت ارمنیان پراکنده در روز ۲۴ آوریل. این مراسم هر ساله برگزار می‌شود. 

## تاریخچه
۲۴ آوریل روز بزرگداشت تبعید روشنفکران و اندیشمندان ارمنی در تاریخ ۲۴ آوریل ۱۹۱۵ از شهر کنستانتینوپل (استانبول کنونی) در ترکیه می‌باشد. نخستین بزرگداشت توسط گروهی از بازماندگان نسل‌کشی ارمنی‌ها سازماندهی شد. این مراسم در سال ۱۹۱۹ در استانبول در کلیسای تثلیث مقدس ارمنیان برگزار شد.
در تاریخ ۹ آوریل ۱۹۷۵ مجلس نمایندگان ایالات متحده آمریکا
در سال ۱۹۸۸ جمهوری سوسیالیستی ارمنستان شوروی روز ۲۴ آوریل را به عنوان روز ملی بزرگداشت نسل‌کشی ارمنی‌ها رسماً به تصویب رساند.
در سال ۱۹۹۷ مجلس ایالتی کالیفرنیا روز ۲۴ آوریل را به عنوان روز یادآوری نسل‌کشی ارمنی‌ها (۱۹۲۳–۱۹۱۵)، قربانیان کشتار سومقاییت (۱۹۸۸) و قتل‌عام باکو (۱۹۹۰) اعلان نمود.

## کشورها
- ارمنستان
- جمهوری آرتساخ
- ایالات متحده آمریکا
  -  کالیفرنیا
- ایران
- لبنان
- اروگوئه[۳]
- و تمامی دیاسپورای ارمنی

## شهرها
- پاسادینا، کالیفرنیا[۴]